# ビスタ・アレグレ闘牛場
ビスタ・アレグレ闘牛場（Plaza de Toros de Vista Alegre）は、スペイン・バスク州ビスカヤ県ビルバオにある闘牛場。

## 歴史

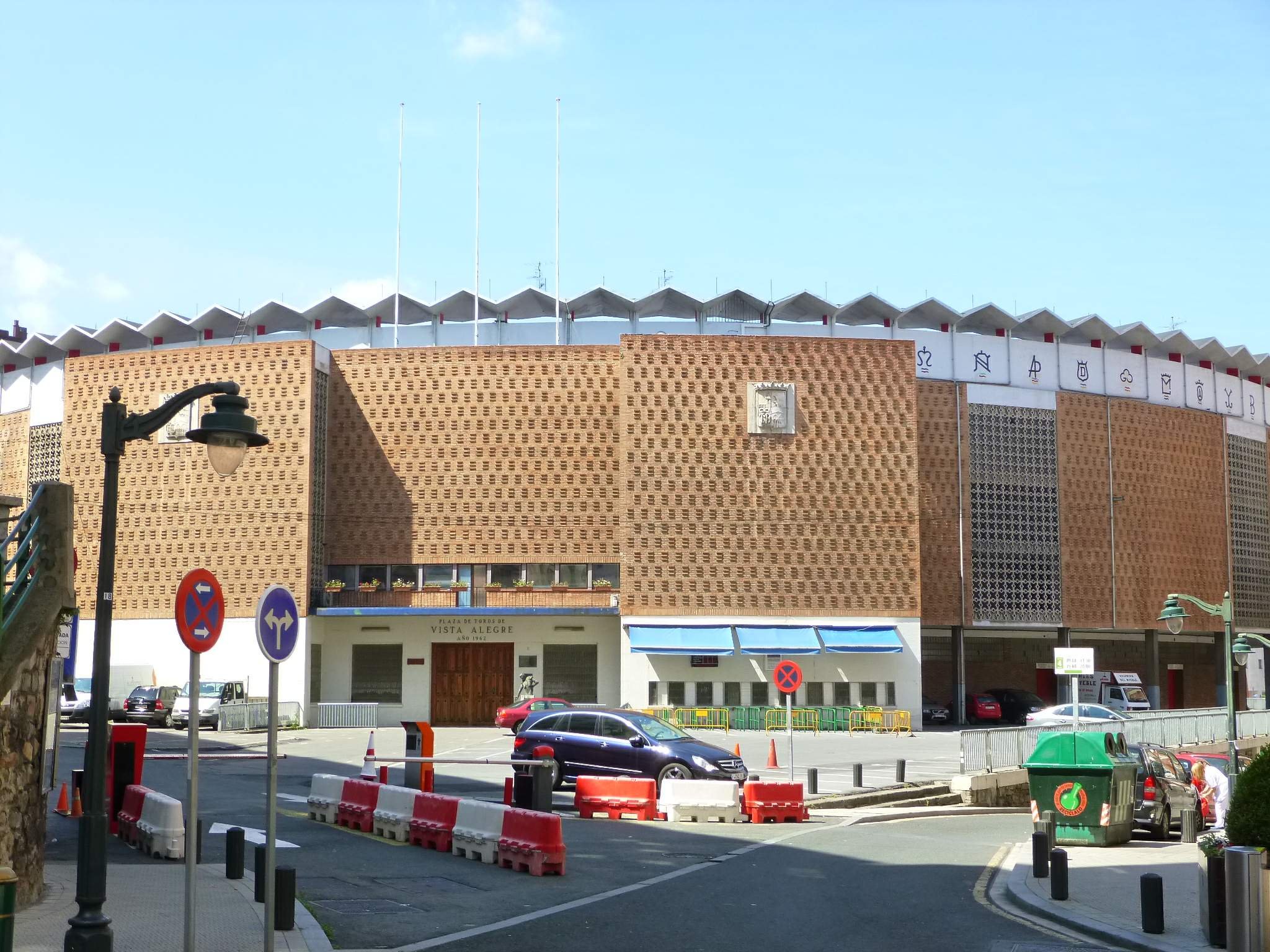
闘牛場の外観

サビノ・ゴイコエチェア・エチェバリアが設計し、1882年8月13日に収容人数12,394人で開場した。1961年9月4日から9月5日には火災で焼失したため、1962年6月19日に現在の闘牛場が再建された。現在は14,781人を収容する。スペインにおける闘牛場としての格付けは第一級。